# کریستوفر بورکهارد
کریستوفر بورکهارد (انگلیسی: Christoph Burkhard؛ زادهٔ ۱۹ نوامبر ۱۹۸۴) بازیکن فوتبال اهل آلمان است.
از باشگاه‌هایی که در آن بازی کرده‌است می‌توان به باشگاه فوتبال مونیخ ۱۸۶۰ اشاره کرد.